# Google我的活動
Google我的活動是Google公司推出的一項用戶服務。Google我的活動過去被稱為Google網站歷史 （又稱 Google搜索歷史），是Google公司推出的一項搜索服務，此服務會紀錄所有用戶登入Google賬戶時點擊的搜索查詢和結果；登入Google賬戶之後，用戶可在Google搜索歷史查看及管理活動，包括搜尋過的內容、造訪過的網站，觀看過的影片。用戶的網站歷史能經Google個性化搜索個性化。Google搜索歷史於2007年4月19日更名為Google網站歷史。2016年改為我的活動，登入Google賬戶後，在我的活動頁面除了能搜尋通過Chrome訪問的网站訪問歷史，還能查看登入同一Google賬戶時的Android设备使用的应用歷史。

## 外部連結
- Google我的活動 （页面存档备份，存于）